# اکسیس (آلاباما)
اکسیس (به انگلیسی: Axis) شهرکی در شهرستان موبایل ایالت آلاباما است که مساحت آن ۱۰٫۱۹ کیلومترمربع است و در سرشماری سال ۲۰۱۰ میلادی، ۷۵۷ نفر جمعیت داشته و تراکم جمعیتی آن، ۷۴٫۲۹ در کیلومترمربع بوده است.